# Општина Шуто Оризари
Општина Шуто Оризари је једна од општина Града Скопља у оквиру Скопског статистичког региона у Северној Македонији. Седиште општине је истоимена четврт Шуто Оризари у оквиру Скопља.
Општина Шуто Оризари је једина општина у Северној Македонији где Роми чине већинско становништво.

## Положај
Општина Шуто Оризари налази се у северном делу Северне Македоније. Са других страна налазе се друге општине Северне Македоније:
- север — Општина Чучер-Сандево
- југ — Општина Бутел

## Природне одлике
Рељеф: Општина Шуто Оризари у Скопском пољу, док се северно од ње издижу први обронци Скопске Црне Горе.
Клима у општини је умереноконтинентална.
Воде: Цело подручје општине је у сливу Вардара.

## Становништво
Општина Шуто Оризари имала је по последњем попису из 2002. г. 18.907 ст., од чега у седишту општине свега 15.353 ст (80%). Општина је густо насељена, посебно градско подручје.
Национални састав по попису из 2002. године био је:
|           | Број   | Постотак |
| Укупно    | 18.907 | 100%     |
| Роми      | 15.373 | 79,1%    |
| Албанци   | 2.012  | 11,9%    |
| Македонци | 1.200  | 7,1%     |
| Турци     | 68     | 0,4%     |
| Срби      | 51     | 0,3%     |
| остали    | 203    | 1,3%     |

## Насељена места
У општини постоји 3 подручне јединице, једна у саставу града Скопља као градска четврт, а 2 приградска села:
Четврт града Скопља:
- Шуто Оризари

Приградска села:
- Горњи Оризари
- Доњи Оризари